# Château de Guarda
Le château de Guarda est une fortification militaire médiévale située sur le territoire de la municipalité de Guarda (district de Guarda, Portugal),.
Dominant la ville la plus haute du pays, il s'élève à 1 056 m au-dessus du niveau de la mer. Bien que très modifié par des interventions, notamment depuis le XIXe siècle, les sections restantes de ses anciens remparts définissent encore, à certains endroits, les limites urbaines.
Il est classé Monument national depuis 1910.

## Historique
On pense que l'occupation primitive de ce site, sur l'un des flancs de la Serra da Estrela, remonte à un ancien castro. Au Ier siècle, à l'époque de l'occupation romaine, cette colonie, proche d'un carrefour routier, s'est développée, sous le nom de Lancia oppidana. On pense également que le toponyme actuel Guarda, une modification du néo-latin Garda, trouve son origine dans le germanique Warda, utilisé par les Wisigoths.

### Le château médiéval
Des informations plus fiables font état de la construction d'une ligne fortifiée couvrant cette région au tournant du XIIIe siècle, lorsque Sanche Ier (1185-1211) y transféra le diocèse d' Égitânia, insufflant ainsi une nouvelle vie à la ville. C'est à ce souverain que l'on doit la première charte de la ville (Guarda était déjà née comme ville par charte du 27 novembre 1199), et à qui l'on attribue la construction du premier château, dominant la ville, le Torreão, datant de 1187. Sous le règne de son successeur, Alphonse II (1211-1223), furent commencées la construction du donjon (1290) et de la partie nord des remparts, près de la Porta d'El Rei.
Des rénovations ultérieures, menées sous les règnes de Denis Ier (1279-1325), de Ferdinand Ier (1367-1383) et de Jean Ier (1385-1433), ont remodelé son aspect d'origine, lui donnant la forme que l'on peut aujourd'hui reconstituer approximativement. Au début du XVe siècle, le château subit une nouvelle étape de construction.

### DuXIXesiècleà nos jours

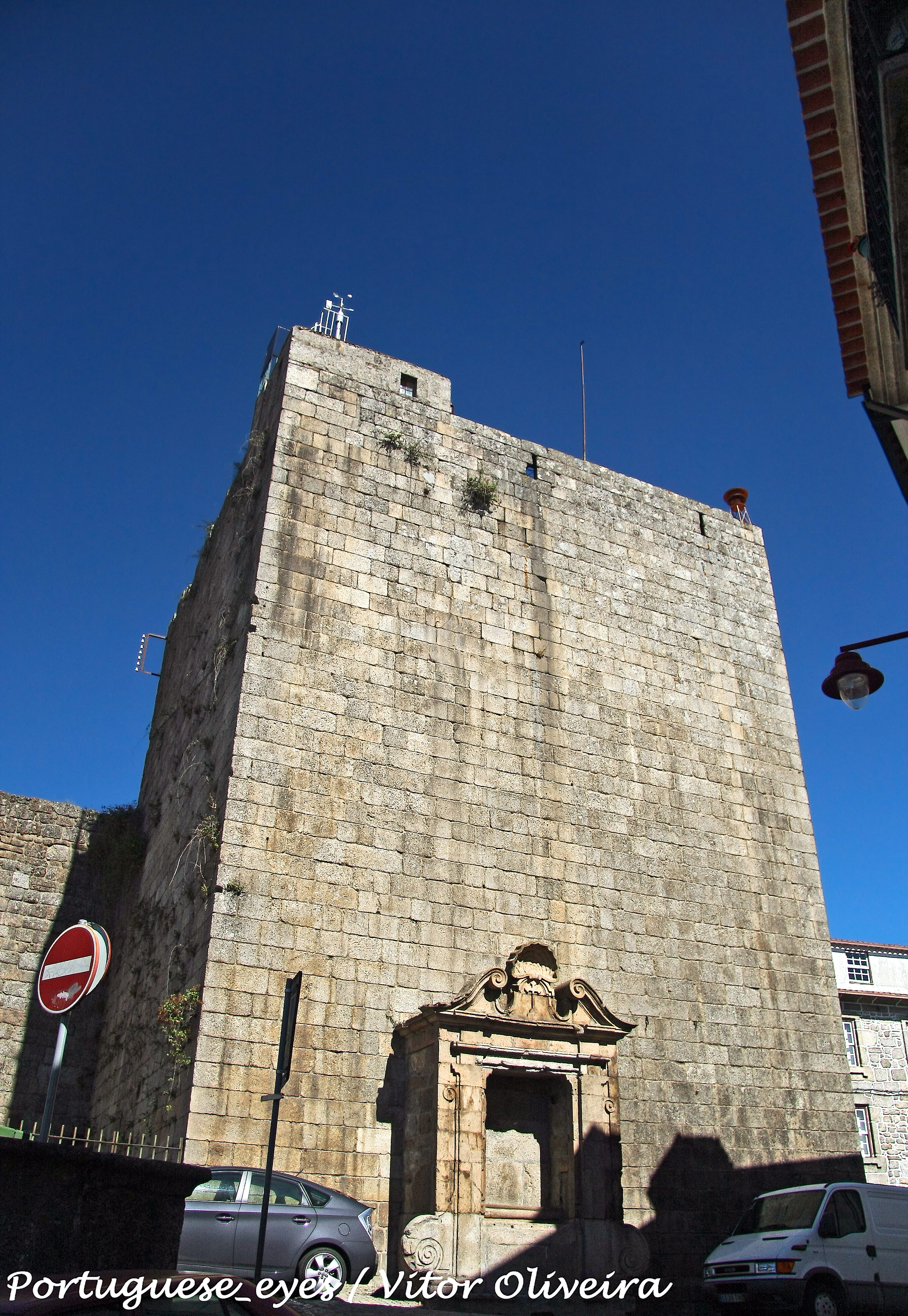
Torre dos Ferreiros

Au cours du XIXe siècle, face à l'expansion du tissu urbain, ses remparts médiévaux commencèrent à être démolis, les rochers qui servaient de fondations pour le percement des rues et la construction des bâtiments étant dynamités. 
À cette époque, les vestiges du château médiéval furent classés Monument National par décret du 16 juin 1910 mais, des destructions de sections de remparts ont continué. L'intervention publique a débuté dans les années 1940, avec plusieurs projets de consolidation, de nettoyage et de restauration menés par la Direction générale des bâtiments et monuments nationaux (DGEMN). Cette organisation a lancé une deuxième campagne entre 1956 et 1965, puis une troisième entre 1984 et 1985, au cours desquelles plusieurs améliorations ont été apportées. En 1989, des travaux de prospection archéologique ont été menés par l' IPPC. Plus récemment, des travaux de consolidation des murs ont été réalisés (DGEMN, 1994), et un projet de restauration de la Torre dos Ferreiros (Tour des Forgerons) a été élaboré (DGEMN, 2004).

## Caractéristiques
Le château, de plan polygonal organique et irrégulier (adapté au terrain), était construit en maçonnerie de granite, abondante dans la région. Son architecture combinait des éléments des styles roman et gothique. L'ensemble comprenait deux espaces principaux : la citadelle (alcazaba), dominée par le donjon de style gothique, et l' almedina (Médina), délimitée par l'enceinte. Il subsiste quelques sections de remparts.